# Wasulu

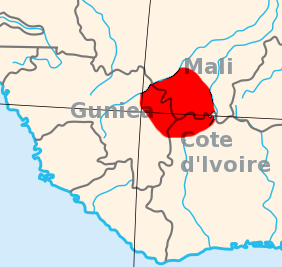
Wasulu en el mapa.

Wasulu (Wassoulou, Ouasoulou, Wassalou y otras grafías) es una región cultural e histórica fronteriza entre Malí, Guinea y Costa de Marfil. Comprende los distritos  de la región de Sikasso del Círculo de Yanfolila y Círculo de Kolondieba en Malí, y partes del Círculo de Buguni.
Sus habitantes son bambaro y wasulunkat. Su historia está relacionada con el Imperio de Wassoulou  de Samory Touré, también conocido como Wasulu.